# 04式空対空誘導弾
04式空対空誘導弾（）は日本の航空自衛隊が装備する短距離空対空ミサイル。開発名称はAAM-5。開発・量産主契約会社は三菱重工業。
90式空対空誘導弾 (AAM-3) の後継として1991年より開発が開始され、2004年（平成16年）に制式承認。

## 特徴
90式空対空誘導弾と異なり、カナードは設けられておらず、飛行制御は、TVC（Thrust Vector Control, 推力偏向制御）のロケットモーターとミサイル尾部に装備された全遊動式の飛翔制御翼で行い、高い機動力を確保している。また、ミサイル中央部には細長いストレーキが設けられている。
NEC製シーカーも改良されており、赤外線シーカーの3軸ジンバルによる視野角の増大の他、赤外線フォーカル・プレーン・アレイ方式の多素子シーカーによる赤外線画像の利用も行う。赤外線画像による判別で、フレアなどの赤外線源妨害手段に対抗する。また、中途航程においては光ファイバジャイロスコープ式の慣性誘導（INS）も導入していることから、ヘルメット装着式照準器と組合わせることで発射後ロックオン (LOAL)も可能である。終末航程での誘導方式は赤外線画像 (IIR)。世代としてはAIM-9X、IRIS-Tなどと同じ世代に属する。
2010年（平成22年）には04式空対空誘導弾(改)の開発のための事前の事業評価が行なわれ、2011年（平成23年）度予算で予算が承認され開発された。04式空対空誘導弾(改)では空中給油機の戦力化に伴う戦闘機の空中哨戒の長時間化へ対応するためにジュール＝トムソン効果からスターリングエンジンによるスターリング冷凍機に変更して、ガスタンクを必要とせず電力供給のみでミサイルのシーカー部の冷却持続時間の延長が図られており、2波長赤外線センサの採用による対赤外線妨害対処能力（IRCCM）と背景識別能力の向上も図られている。そのほか、シーカーのジンバルが3軸から2軸に変更されている。実用試験は2015年（平成27年）9月から2016年（平成28年）6月に実施され、平成29年度予算から調達されている。

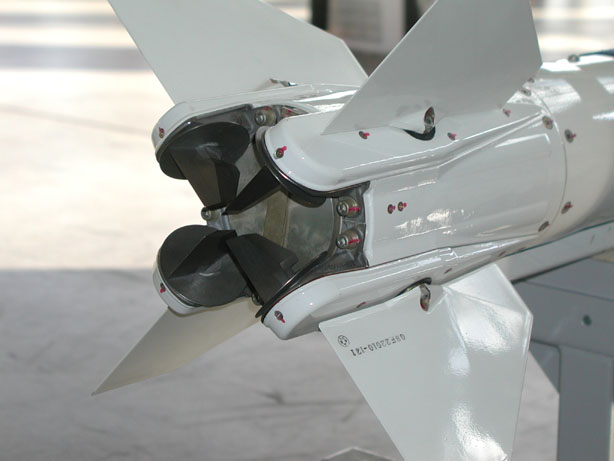
推力偏向部
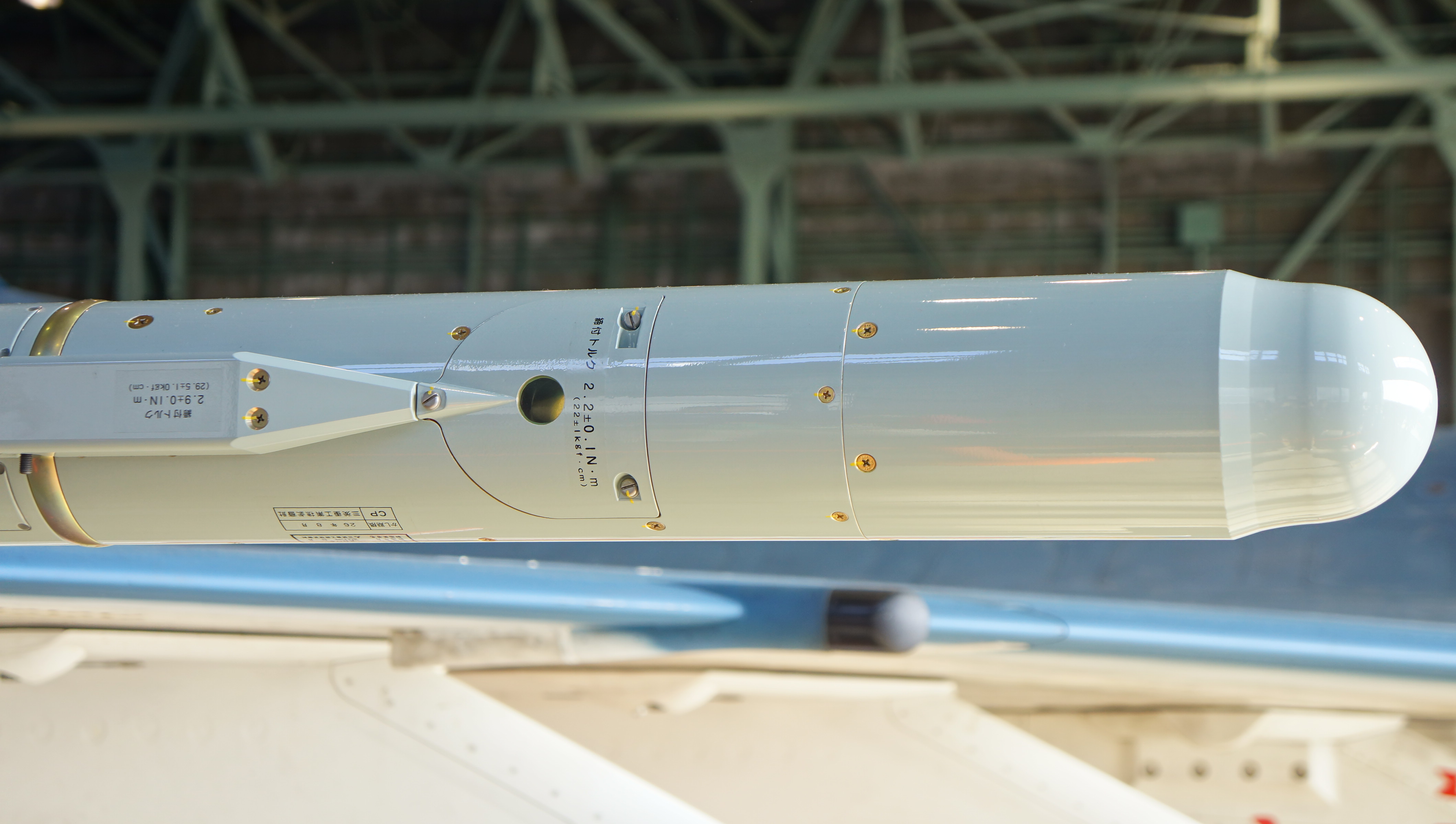
シーカー部
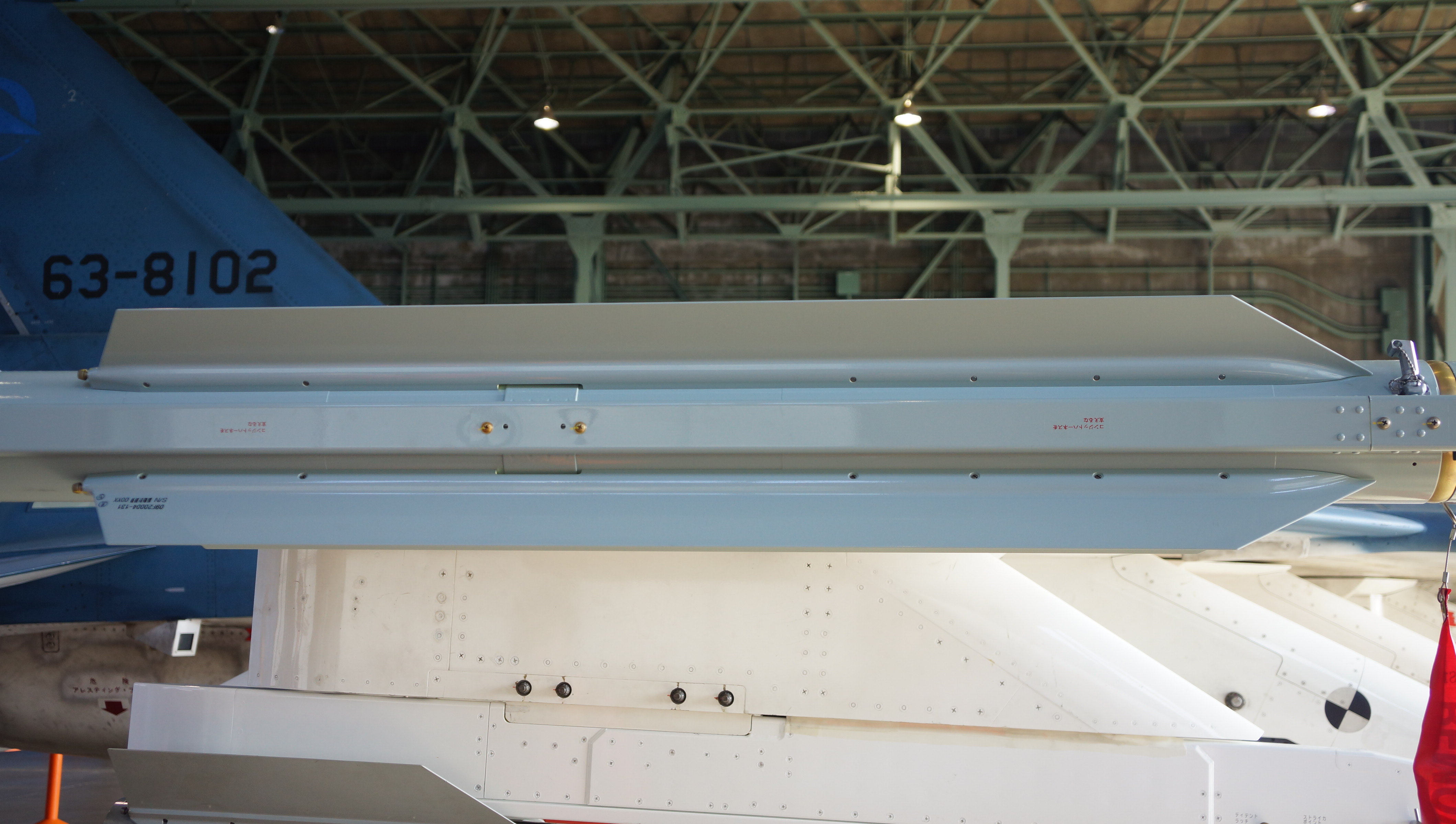
ストレーキ
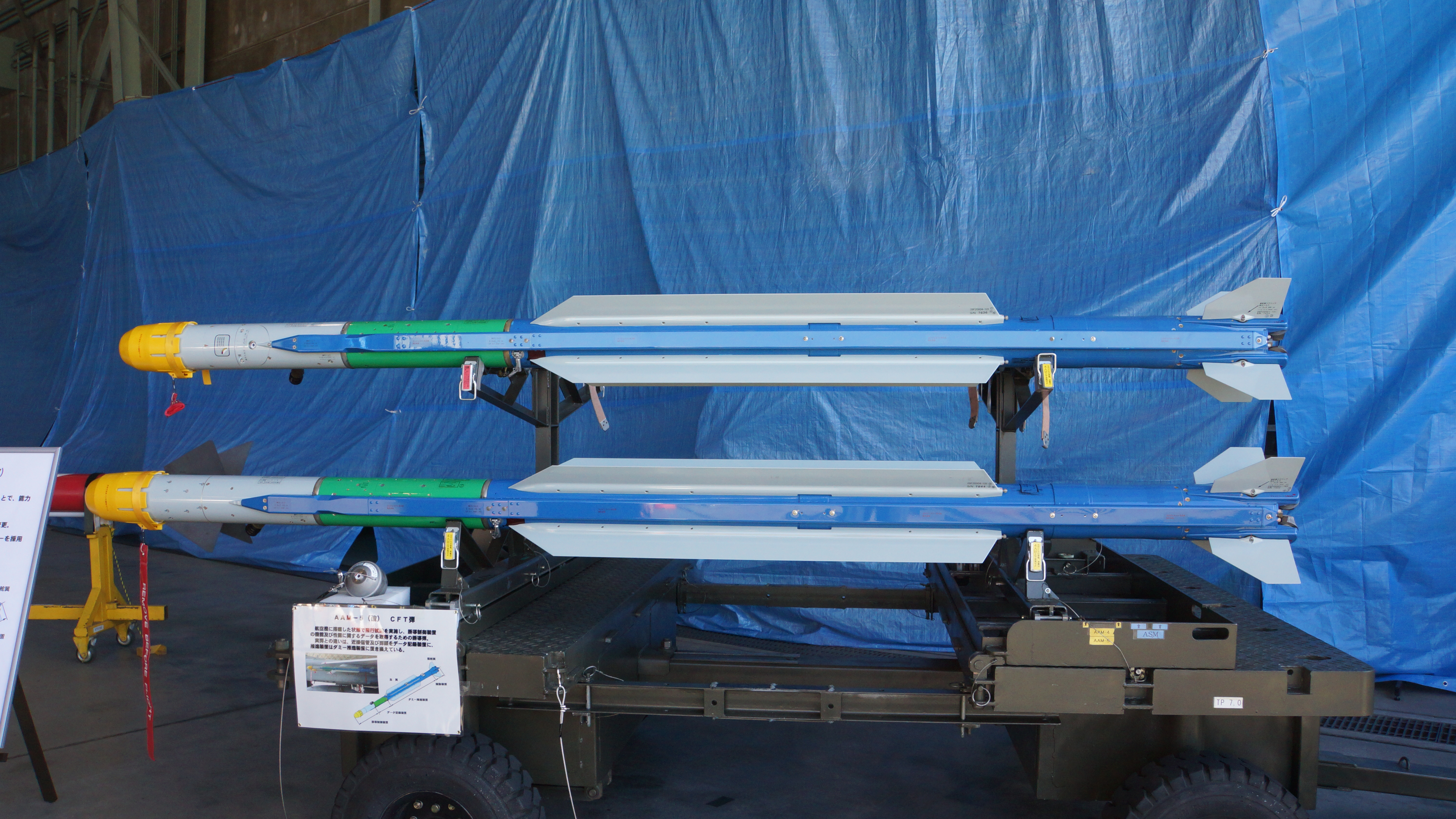
AAM-5とAAM-5B
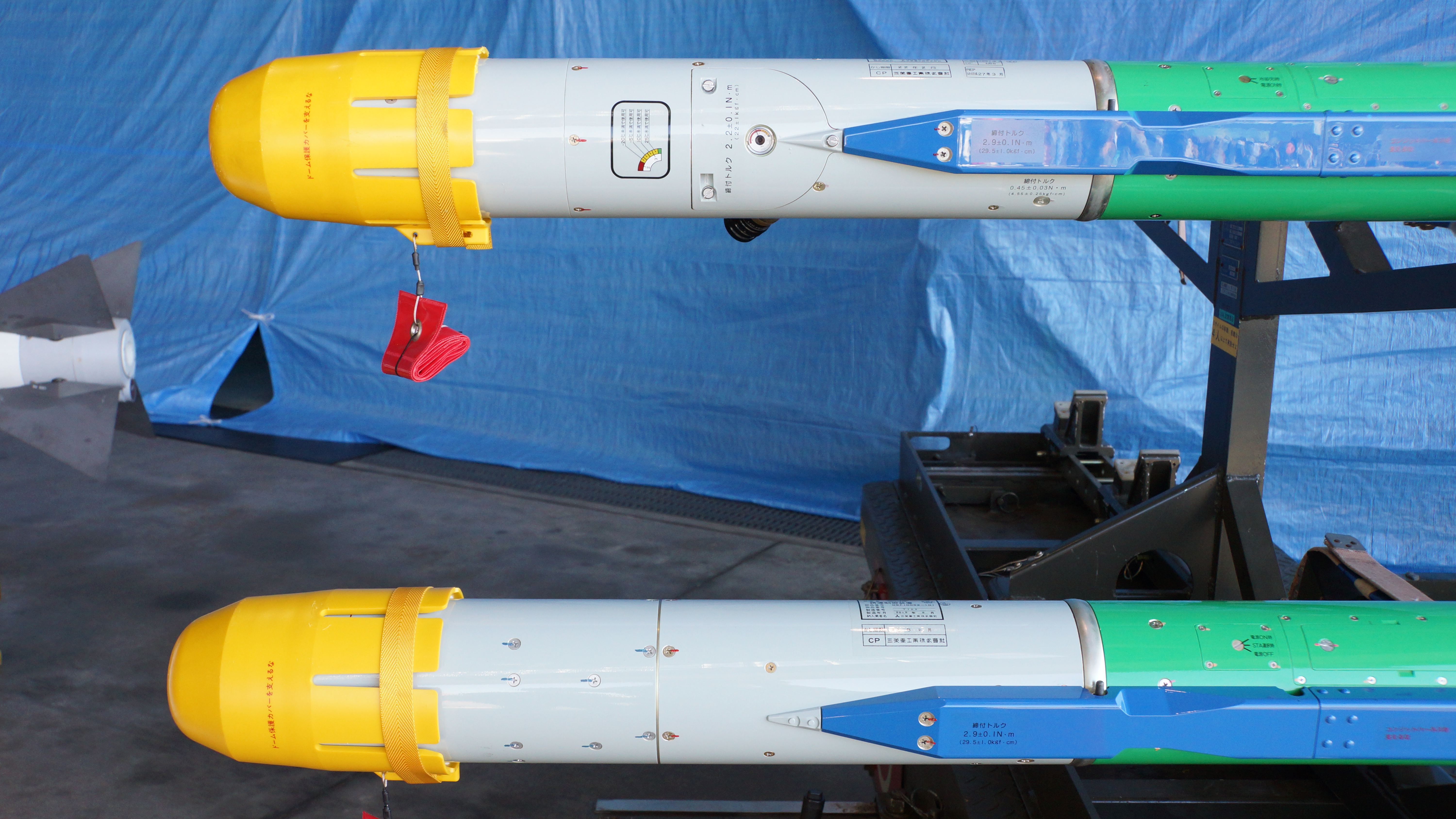
5と5Bの外観上の相違点はガスタンクの有無である

## 運用機

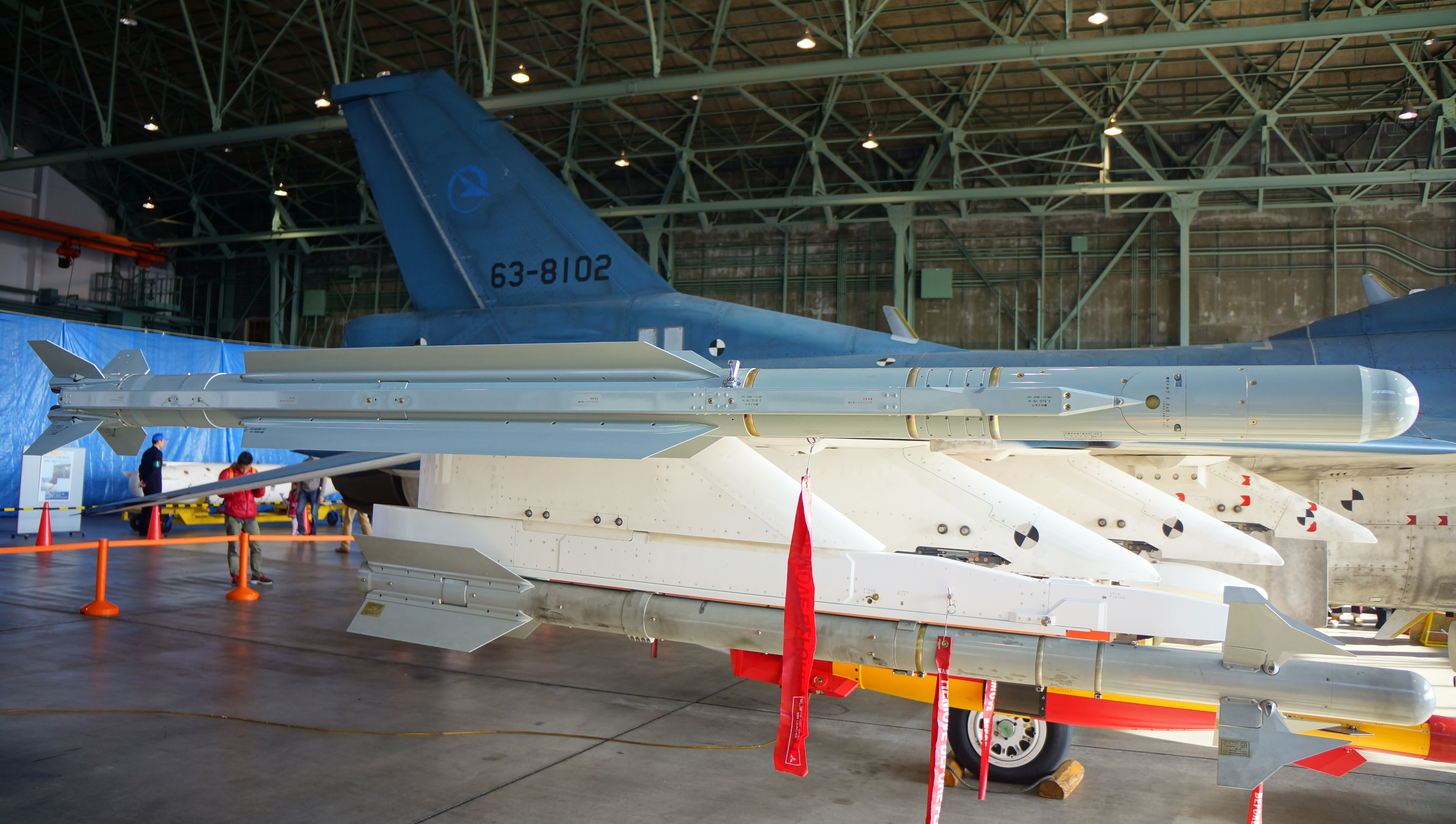
F-2の翼端ランチャーに搭載されたAAM-5

搭載が可能な機体はF-15Jの新型空対空ミサイル対応改修機と近代化改修機である。MSIP機の近代化改修機ではパイロットがJHMCSを使用してキューイングすることにより、AAM-5の高いオフボアサイト能力を最大限に発揮することができる。インターフェイスにAAM-3と互換性が持たせてあるため、完全な能力は発揮できないがPre-MSIP機でも搭載・運用することが可能である。
F-2に関しては2010年（平成22年）度よりAAM-5搭載用ランチャーの開発が始まっている。
F-35に搭載する短距離空対空ミサイルとしてはAIM-9Xの調達が決定しているが、将来的にAAM-5搭載の為の改修を行うかは明らかになっていない。